# Avenida Circunvalar (Bogotá)

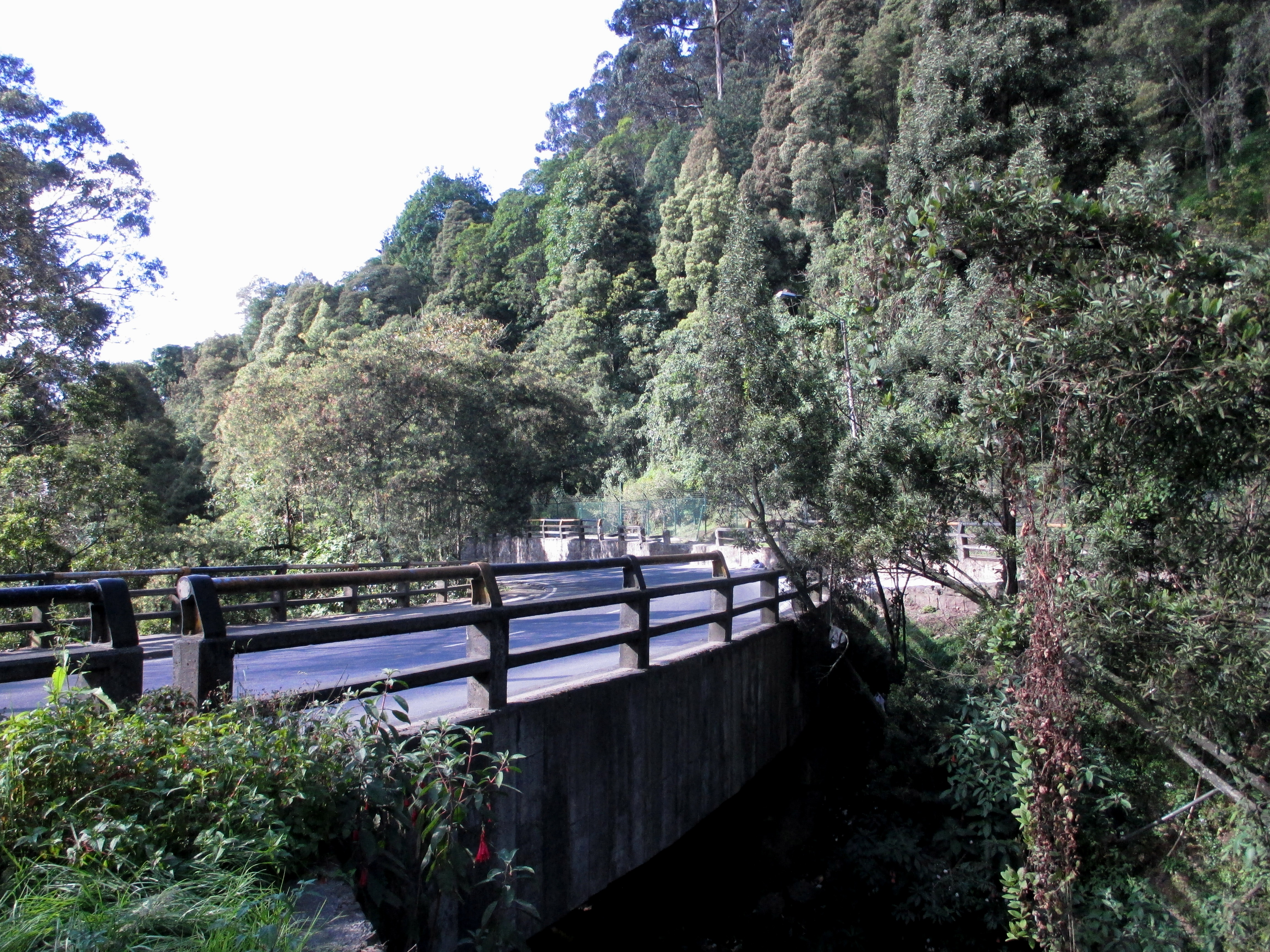
Puente sobre el río San Francisco.

La Avenida Circunvalar, también conocida como Avenida de la Circunvalación, Avenida Patricio Samper Gnecco o Avenida de los Cerros, es una vía arteria de Bogotá que cruza en paralela a los cerros Orientales de la ciudad. A grandes líneas, recorre sectores situados al este de la Carrera Primera, cubriendo asimismo el antiguo trazado del Paseo Bolívar en el centro de la ciudad de Bogotá.

## Trazado
En el sentido sur-norte, parte desde el cruce con la Calle 6.ᵃ, en la localidad de La Candelaria y termina en la Calle 92, donde se bifurca con la Carrera Séptima y la vía a La Calera (Calle 94). Atraviesa las localidades de Chapinero, Santa Fe y La Candelaria. Las construcciones que la rodean son principalmente vivienda, universidades y parques, entre otros.

## Transporte público

### Corredor intermunicipal
En 2009, una resolución de la Secretaría de Transporte configuró una serie de corredores que conectasen la ciudad con municipios aledaños y viceversa. Entre tales corredores, se incluye uno naciente en el municipio de La Calera, el cual atraviesa brevemente la Avenida Circunvalar para tomar la Calle 85.

## Sitios importantes en la vía
Entre los barrios que bordean la avenida son Chicó Oriental, Rosales, El Castillo, Chapinero Alto, Pardo Rubio, Bosque Calderón, La Macarena, Egipto y Belén. Sirve como vía de acceso para importantes universidades como la Universidad Distrital Francisco José de Caldas, Universidad de Los Andes, Universidad Externado de Colombia, Universidad Manuela Beltrán, Politécnico Grancolombiano, la Pontificia Universidad Javeriana, Universidad Antonio Nariño y Universidad Militar Nueva Granada.